# Adolf Laudon
Adolf Laudon (13 dicembre 1912 – 22 novembre 1984) è stato un calciatore austriaco, di ruolo attaccante.

## Carriera

### Club
Ha giocato nella massima serie austriaca con varie squadre dal 1932 al 1938 e nel 1944; nel 1937 ha vinto una Coppa d'Austria.

### Nazionale
Ha partecipato ai Giochi Olimpici di Berlino 1936, chiusi dalla sua nazionale con la vittoria della medaglia d'argento dopo la sconfitta ai tempi supplementari nella finale contro l'Italia; nel corso del torneo ha giocato 4 partite, segnando anche 2 gol (contro l'Egitto nel primo turno eliminatorio e contro la Polonia in semifinale).

## Palmarès

### Club

#### Competizioni nazionali
- Campionato austriaco: 2

Admira Vienna: 1931-1932
First Vienna: 1943-1944
- Coppa d'Austria: 2

Admira Vienna: 1931-1932
First Vienna: 1936-1937
- Coppa di Germania: 1

First Vienna: 1943

#### Competizioni regionali
- Campionato salisburghese: 2

Salzburger AK: 1932-1933, 1933-1934
- Coppa salisburghese: 2

Salzburger AK: 1932-1933, 1933-1934

### Nazionale
- Argento olimpico: 1

Berlino 1936